# 526. pehotni polk (Wehrmacht)
Za druge 526. polke glejte 526. polk.
526. pehotni polk (izvirno nemško Infanterie-Regiment 526) je bil eden izmed pehotnih polkov v sestavi redne nemške kopenske vojske med drugo svetovno vojno.

## Zgodovina
Polk je bil ustanovljen 15. februarja 1940 kot polk 8. vala na vadbišču Neuhammerr iz delov 83. in 190. pehotnega polka; polk je bil dodeljen 298. pehotni diviziji. 
1. novembra 1940 je bil I. bataljon izvzet iz sestave in dodeljen 684. pehotnemu polku; bataljon je bil nadomeščen.
15. oktobra 1942 je bil polk preimenovan v 526. grenadirski polk.